# Depot I von Prag-Liboc
Das Depot I von Prag-Liboc (auch Hortfund I von Prag-Liboc) ist ein Depotfund der frühbronzezeitlichen Aunjetitzer Kultur aus Liboc, einem Stadtteil von Prag, Tschechien. Es datiert in die Zeit zwischen 1800 und 1600 v. Chr. Das Depot befindet sich heute im Nationalmuseum in Prag.

## Fundgeschichte
Das Depot wurde vor 1900 entdeckt. Die genauen Fundumstände sind unbekannt. Die Fundstelle liegt in Spornlage auf dem Berg Džibán. Dort befand sich eine bronzezeitliche Höhensiedlung.
Es handelt sich um einen von zahlreichen Depotfunden aus dem Stadtgebiet von Prag. In Liboc wurden noch zwei weitere Depots (II und III) und mehrere einzelne Bronzegegenstände der Aunjetitzer Kultur gefunden.

## Zusammensetzung
Das Depot besteht aus zehn Miniaturspangen aus Bronzeblech. Ihre ursprünglich Länge lag zwischen 120 mm und 142 mm, ihr Gewicht zwischen 2 g und 7 g. Die Spangen sind in der Mitte und an den Enden etwas verbreitert.